# Beta de Capricorn
Beta de Capricorn (β Capricorni), també Dabih (nom oficial del component principal), és el segon estel més brillant en la constel·lació de Capricorn després de Deneb Algedi (δ Capricorni). El seu nom, procedent de l'àrab Sa'd adh-dhabih, significa «l'estel de la sort del carnisser». Com que està a prop de l'eclíptica, β Capricorni pot ser enfosquit per la Lluna, i també (rarament) pels planetes.
Es troba a 328 anys llum (101 pársecs) del Sistema Solar i és una dels estels més complexos que es coneixen. Amb bona vista o usant binocles es distingeixen dos estels separats visualment poc més de 3 minuts d'arc, denominats Dabih Major o β¹ Capricorni —el més lluent—, i Dabih Menor o β² Capricorni —el més tènue. La distància entre ells és de 21.000 ua com a mínim i empren almenys 700.000 anys a completar la seva òrbita. A més, cadascú d'aquests components és, així mateix, un sistema estel·lar múltiple.

## Dabih Major (β¹ Capricorni)
Dabih Major és la més complexa de les components. El seu estel principal, β Capricorni Aa, és una gegant taronja lluminós de tipus espectral K0II i magnitud aparent +3,08. Amb una temperatura efectiva de 4900 K, la seva lluminositat és equivalent a 600 sols. Té un diàmetre 35 vegades més gran que el del Sol i una massa 4 vegades major que la solar. A 0,05 segons d'arc d'ell es pot observar β Capricorni Ab, un estel blanc-blavós de tipus espectral B8V i magnitud aparent +7,20. La seva massa és molt similar a la de β Capricorni Aa. Ambdós estels estan separats 5 ua i el seu període orbital és de 3,77 anys.
El nom propi de Dabih ha estat formalitzat per la Unió Astronòmica Internacional el 21 d'agost de 20162 per designar β¹ Capricorni.
Així mateix, β Capricorni Ab té una companya molt propera, a tan sols 0,10 ua, sent el període orbital d'aquest binari 8,7 dies. Denominat β Capricorni Ac, res se sap d'ell. Es pensa que igualment β Capricorni Aa pot ser un estel múltiple.

## Dabih Menor (β² Capricorni)
Dabih Menor és també un sistema binari. L'estel principal, β Capricorni B, és un gegant o subgegant de tipus espectral B9.5III/IV i magnitud aparent +6,1. Brilla amb una lluminositat 40 vegades major que la lluminositat solar. És un estel de mercuri-manganès —semblant, per exemple, a Gienah Gurab (γ Corvi)— amb proporcions elevades de certs elements en la seva atmosfera. Els nivells de platí, or, mercuri i bismut són 100.000 vegades més alts que en el Sol.
La component secundària de Dabih Minor, anomenada β Capricorni C, es troba a 30 ua de β Capricorni B, si bé no s'ha determinat la seva òrbita. Probablement és una nana groga de tipus espectral F5V.